# Leggenda della ragazza di Spinga

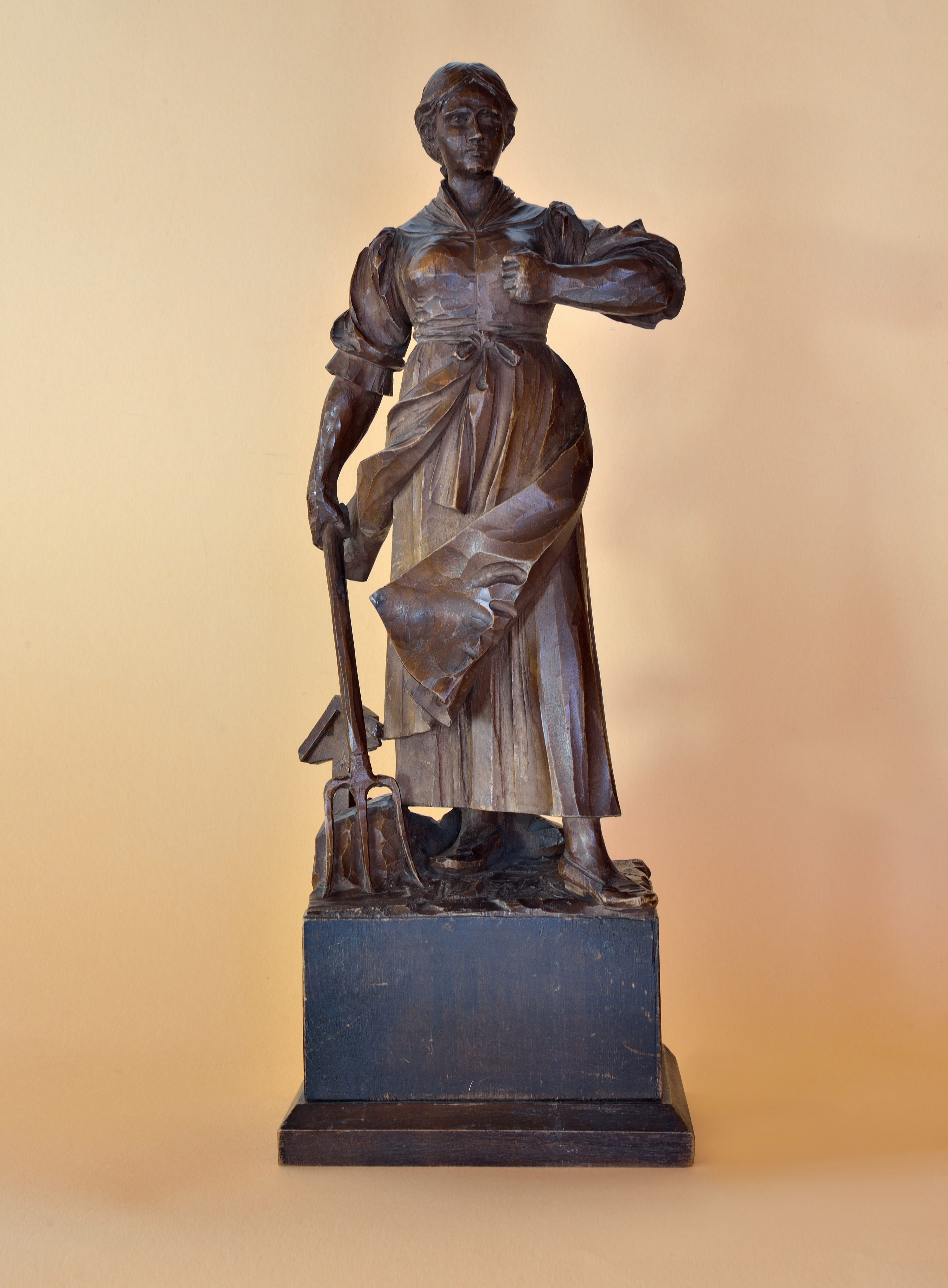
Statua rappresentante Katharina Lanz, la "ragazza di Spinga"

La leggenda della ragazza di Spinga narra di una giovane che avrebbe affrontato in battaglia i francesi nel 1797, nel corso della spedizione del Tirolo di Napoleone Bonaparte. La ragazza è tradizionalmente identificata con Katherina (o Catarina) Lanz, nata a San Vigilio di Marebbe il 20 settembre 1771 e morta a Livinallongo del Col di Lana l'8 luglio 1854.

## Leggenda della battaglia di Spinga
Il 2 aprile 1797 a Bressanone  si verificò uno scontro fra le truppe della Prima Repubblica francese e quelle del Sacro Romano Impero, conclusosi con la vittoria francese. Un evento minore, noto come scontro di Spinga, avrebbe avuto luogo a breve distanza. A Spinga una ragazza avrebbe fronteggiato le truppe francesi armata con un forcone e tale ricostruzione si basò sulla testimonianza del borgomastro del paese che in una relazione scritta qualche tempo dopo i fatti affermò "qualcuno ha visto qui, tra gli altri, una ragazza di campagna, proveniente da Spinga che, in piedi sopra il muro del cimitero, armata solo di un forcone, respingeva i nemici che si lanciavano all'attacco". La testimonianza appare tuttavia essere inventata.
La giovane donna viene descritta, a seconda delle fonti, come una "serva" o una "contadina" che dalla cima del cimitero avrebbe affrontato gli assalitori francesi uccidendone tre.

## Invenzione del mito e disputa sull'identità
L'identità della presunta protagonista rimase comunque sia sconosciuta. Dopo svariate dispute nel 1870, fu identificata nell'ormai deceduta Katharina Lanz una perpetua originaria della val Badia, che all'età di 25 anni si era trasferita a Spinga di Rio di Pusteria, nei pressi di Bressanone, per imparare il tedesco. 
A partire da tale anno si ebbe la costruzione del mito dell'eroina tirolese, rappresentata come una devotissima giovane vergine. L'insistere sui concetti di purezza virginale e devozione era funzionale a rendere accettabile alla conservatrice società tirolese di fine Ottocento, la figura di donna "guerriera", che divenne quindi parte dell'iconografia patriottica tirolese.
La tomba della Lanz si trova a Livinallongo del Col di Lana, dove era andata a servizio di un prete del posto.
Secondo un'altra versione la "ragazza di Spinga" sarebbe Helene Lanz (Naz, 3 maggio 1771 – Naz, 25 dicembre 1804).
Per la ragazza di Spinga l'attribuzione apocrifa più comune è con Katharina Lanz, che nacque a San Vigilio di Marebbe il 21 settembre 1771. Viene ricordata come una figura patriottica tirolese, talvolta dipinta come la "Giovanna d'Arco del Tirolo". Della sua vita, come di altre "eroine" tirolesi (come la trentina Giuseppina Negrelli) si sa poco, e ciò che si sa è arrivato attraverso un'immagine rielaborata, se non inventata della loro biografia, scritta da chi ha deliberatamente utilizzato le loro figure per farne delle eroine e rappresenta un interessante caso di invenzione della tradizione.